# 실라 덜레이니
실라 덜레이니(Shelagh Delaney, 1939년 11월 25일 ~ 2011년 11월 20일)는 영국의 극작가다.
<꿀맛>(1958)을 써서 일약 각광을 받았다. 이 작품은 그녀가 17세 때 쓴 작품으로 창녀인 어머니를 가진 소녀의 서글프고도 분노에 찬 세계를 서정적인 아름다움으로 그리고 있다. 그러나 두 번째의 <사랑하는 라이온>(1960)은 성숙한 여인을 주인공으로 하고 있는데 전작만큼 성공하지는 못했다.